# Impôt sur le tabac
Pour un article plus général, voir Législation sur le tabac.
L'impôt sur le tabac est la taxe perçue au Québec sur les produits du tabac. Depuis le 13 mars 2024 l'impôt est fixé à 0,199 $ par cigarette soit 39,80 $ par cartouche, ce qui en fait l'impôt sur le tabac le moins élevé de toutes les provinces canadiennes,. Les produits du tabac vendus au Québec sont également soumis à des droit d'accise (et à la taxe sur les produits et services), deux prélèvements perçus par le gouvernement du Canada.

## Historique

### Augmentations et financement des jeux olympiques (1976-1980)
Devant le dérapage des coûts liés à l'organisation des jeux olympiques de 1976, le ministre des Finances du Québec Raymond Garneau doit reporter son discours du budget de 1976 à trois reprises. Il annonce finalement le 11 mai 1976 la hausse de l'impôt sur le tabac pour abonder un Fonds spécial olympique (FSO) nouvellement créé,. La hausse entre en vigueur le 12 mai 1976 à minuit et le FSO – qui est institué le 30 juin 1976 – perçoit 31 % des recettes de l'impôt sur le tabac perçues en juin 1976 puis 48 % de l'impôt sur le tabac perçu à partir du 1er juillet 1976.
Dans son budget de 1978, le ministre des Finances du Québec Jacques Parizeau annonce le relèvement de l'impôt sur le tabac (de 0,008 $ à 0,0108 $ par cigarette) mais le montant affecté au FSO demeure basé sur l'ancien taux,.

### Uniformisation de l'impôt (1980-1986)
Deux ans plus tard, dans son budget de 1980, Jacques Parizeau annonce la refonte de l'impôt sur le tabac : la structure ancienne est abolie et tous les produits du tabac sont désormais taxés à 40 % de leur prix de vente. Le montant versé au FSO demeure inchangé car il est basé sur la formule en vigueur au 18 avril 1978.
Dans son budget suivant, Jacques Parizeau relève l'impôt à 45 % du prix de vente et modifie la formule de 1978 : à partir du 11 mars 1981 le FSO reçoit 30 % des produits de l'impôt sur le tabac.
Dans le budget de 1982, Jacques Parizeau relève à nouveau l'impôt, qui passe à 50 % du prix de vente mais aucun revenu additionnel n'est attribué au FSO qui reçoit 27 % de l'impôt sur le tabac lors de l'entrée en vigueur de la hausse.

### Nouveau régime d'impôt et taux élevés (1986-1994)
Jusqu'au 2 mai 1986 l'impôt était calculé sur la base d'un pourcentage du prix de vente pour tous les produits du tabac. Depuis cette date l'impôt est calculé avec :
- Un pourcentage du prix de vente pour les cigares ;
- Un montant fixe par cigarette ;
- Un montant fixe par gramme pour tous les produits autres que les cigarettes et cigares :
  - Un montant spécifique par gramme est assigné en 1990 au tabac en vrac puis le 23 avril 1993 pour le tabac en feuilles[16].
  - En 2002 le montant fixe est rendu identique pour chaque cigarette et gramme de tabac en vrac ou en feuilles.

L'impôt sur le tabac baisse le 1er janvier 1991 pour tenir compte de l'entrée en vigueur de la TPS, mais il est relevé dès le budget suivant en mai 1991 à un niveau supérieur à celui du 31 décembre 1990.
Les recettes de l'impôt sur le tabac sont compromises au début des années 1990 par l'essor de la contrebande de tabac et des importations illégales. Plusieurs mesures sont mises en place par les gouvernements en 1992 pour endiguer le phénomène. L'impôt sur le tabac atteint un sommet le 1er janvier 1992 à 13,76 $ par cartouche de 200 cigarettes.

### Baisse massive de l'impôt (1994)
Devant la poursuite du phénomène de contrebande le gouvernement du Canada annonce le 8 février 1994 une importante baisse de la taxe fédérale d'accise sur le tabac pour lutter contre la contrebande de tabac :

« En conséquence, même si nous regrettons tous de devoir réduire les taxes sur les cigarettes, nous devrons nous y résoudre, du moins tant que nous n'aurons pas démantelé les réseaux de contrebandiers. Ce n'est qu'après que nous pourrons rétablir le niveau de taxation qui conviendra dans les circonstances. »

— Jean Chrétien, premier ministre du Canada, Prise de parole à la Chambre des communes, le 8 février 1994
Le gouvernement du Québec annonce pareillement le lendemain une baisse importante de l'impôt sur le tabac. Le projet de loi 152 est présenté le 9 mars 1994 par André Vallerand, ministre du Revenu et est sanctionné le 17 juin 1994 avec effet rétroactif au 9 février. La baisse d'impôt opérée par le gouvernement du Québec est supérieure de 1 $ à celle du gouvernement fédéral pour chaque cartouche de 200 cigarettes.

### Relèvement progressif (depuis 1994)
Le relèvement de la taxe est amorcé dès mai 1994. La taxe est haussée une première fois de 10,1 % lors du budget pour 1994-95 présenté le 13 mai 1994. Elle passe alors de 2,76 à 3,04 $ par cartouche de 200 cigarettes. Lors de la campagne pour les élections générales québécoises de 1994, le sujet de l'impôt sur le tabac divise les partis :
- Au Parti québécois les positions sont partagées[25]:
  - Jean Rochon et Rémy Trudel, porte-parole sur la santé, appuient une hausse de taxe « progressive et soigneusement mesurée » pour réduire le tabagisme accompagnée d'une campagne publicitaire soulignant les effets néfastes du tabagisme sur la santé ;
  - Certains membres tel que Guy Chevrette et Jean Filion (ce dernier ayant appuyé une baisse de taxes en 1993) apportent des réserves à une hausse de taxes.
- Le Parti libéral ne souhaite pas de hausse de taxe à court-terme ;
- L'Action démocratique critique la multiples variations réalisées ou proposées et demande que les deux partis « cessent de jouer au yo-yo » avec l'impôt sur le tabac.

Le Parti québécois remporte un gouvernement majoritaire le 12 septembre 1994 et les taxes sont haussées deux fois en 1995 :
- Le 18 février 1995 le gouvernement du Québec augmente à nouveau les impôts sur le tabac[26];
- Le 9 mai 1995 Jean Campeau annonce dans le budget pour 1995-96 une autre hausse de 0,72 $ par cartouche de 200 cigarettes[27].

Le 29 novembre 1996 le gouvernement fédéral et le gouvernement du Québec annoncent une nouvelle hausse conjointe de l'impôt sur le tabac, chacun pour un montant de 0,70 $,.
Au dépôt du budget pour 1997-98, Bernard Landry annonce une autre hausse de l'impôt sur le tabac de 0,28 $ par cartouche qui, ajoutée à celle de 0,72 $ du budget 1995, ramène la baisse opérée en février 1994 par le gouvernement du Québec au même niveau que celle du gouvernement fédéral,.

#### Abolition de la TVQ sur le tabac (1998)
Le 11 juin 1998 Bernard Landry fait une déclaration ministérielle annonçant l'abolition de la TVQ sur les produits du tabac et son remplacement par une hausse de l'impôt sur le tabac. La disposition s'applique à partir du 23 juin 1998 et vise à réduire les fraudes liées à l'abus de l'exonération de TVQ sur le tabac vendu sur les réserves.

#### Abolition du FSO (2008)
Le remboursement de la dette olympique (estimée à 1,35 milliard de dollars canadiens de 1976 avec les intérêts) est achevé en intégralité le 14 novembre 2006. L'année suivante l'Assemblée nationale vote l'abolition de l'affection des recettes de l'impôt sur le tabac au remboursement de la dette olympique à partir du 1er janvier 2008 et l'abolition du FSO le 1er février 2008 dont le solde est reversé au fonds consolidé du revenu.

#### Relèvements ponctuels (2012, 2014)
L'impôt sur le tabac est augmenté dans les premiers budgets présentés après les élections générales de 2012 et 2014 (remportées respectivement par le Parti québécois et le Parti libéral).

#### Relèvement annuel (depuis 2023)
Quelques semaines avant le dépôt du budget 2023 le gouvernement annonce un net relèvement de l'impôt sur le tabac. La hausse vise à appuyer la Stratégie pour un Québec sans tabac 2020-2025 pour réduire la consommation de tabac de 10 % d'ici 2025,. C'est la première augmentation réalisée depuis 2014 mais, même après la hausse annoncée, les taxes sur le tabac au Québec demeurent les plus faibles de toutes les provinces canadiennes. 
L'impôt est à nouveau haussé le 13 mars 2024 et le 6 janvier 2025.

## Fonctionnement
L'impôt sur le tabac est régi par la Loi concernant l’impôt sur le tabac. Chaque personne vendant au Québec des produits du tabac doit être enregistré auprès de Revenu Québec et percevoir les impôts prévu à la loi selon les taux en vigueur,. La taxe sur les produits et services s'applique aux produits du tabac et est calculé sur le prix incluant l'impôt sur le tabac. Par contre les produits du tabac sont détaxés au fins de la taxe de vente du Québec depuis juin 1998,.
| Recettes de l'impôt sur le tabac en dollars courants                                         |
|                                                                                              |
| Gouvernement dirigé par- Coalition avenir Québec - Parti libéral du Québec - Parti québécois |